# Horse Memorial
Le Horse Memorial est un site du patrimoine provincial situé à Port Elizabeth, dans la province du Cap-Oriental, en Afrique du Sud. Il est érigé en mémoire des chevaux qui ont servi et qui sont morts pendant la seconde guerre des Boers, la Grande-Bretagne ayant amené un grand nombre de chevaux en Afrique du Sud durant ce conflit. Conçu par Joseph Whitehead (en), ce monument commémoratif en bronze et à taille réelle présente un soldat agenouillé, qui tend un seau d'eau à son cheval de service.

## Histoire

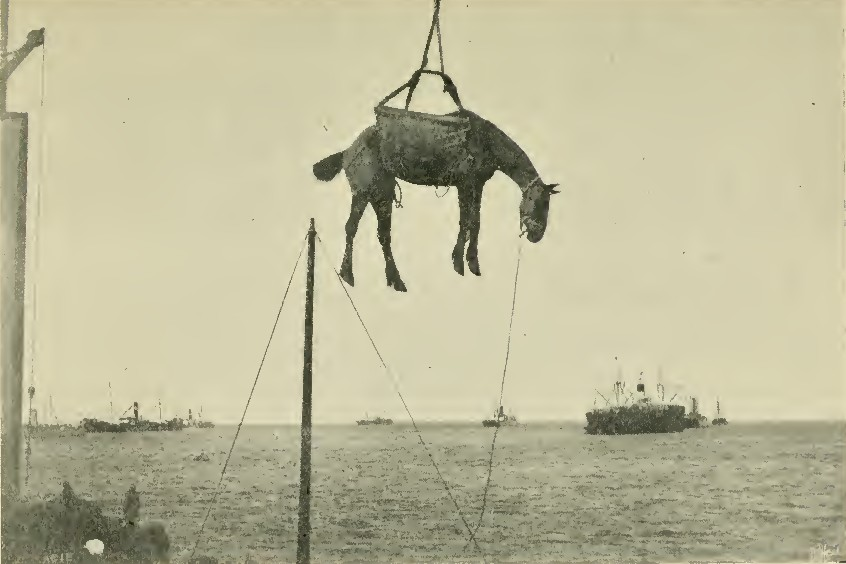
Cheval à destination du front de guerre déchargé à Port Elizabeth pendant la seconde guerre des Boers.

Au cours de la seconde guerre des Boers, la Grande-Bretagne a amené un grand nombre de chevaux en Afrique du Sud ; on estime que le coût total de tous les chevaux acquis pour cette guerre était d'environ 7 000 000 £. Plus de 300 000 chevaux sont morts au service des Britanniques en Afrique du Sud.
L'une des principales raisons pour lesquelles Port Elizabeth a suscité un tel intérêt pour le mouvement, qui a débuté en 1901, est le fait que la plupart des chevaux importés dans ce pays y aient été débarqués. Les chevaux ont été expédiés du monde entier, dont 50 000 des États-Unis et 35 000 de l'Australie,.
Un comité de femmes a été formé sous la présidence de Mrs Harriet Meyer, et 800 £ collectés pour Messrs Whitehead and Sons, de Kennington et Westminster, pour ériger la statue. Cette statue est originellement située près de l'intersection entre Park Drive et Rink Street, près de St George's Park. Le maire déclare, dans son discours de dévoilement :

« Le dévoilement de ce monument marque l'achèvement de ce qui a été une entreprise ardue de la part de ces dames grâce auxquelles l'idée de construire un monument aux chevaux est née. 
 Élever un monument aux « brutes » qui ont péri est considéré par beaucoup comme un sentiment mal placé, alors que certains sont enclins à penser, comme Louis Wain, que « tous les animaux ont leur saison de bonheur dans l'au-delà avant leur disparition finale, en récompense des épreuves qu'ils ont subies dans la vie, alors qu'ils étaient sous le contrôle de l'homme ». »

— Alexander Fettes, Maire de Port Elizabeth
Le mémorial est déplacé au fond de Cape Road en 1957. Il est déclaré monument national en 1983, puis restauré par Anton Momberg en 1993.

## Conception

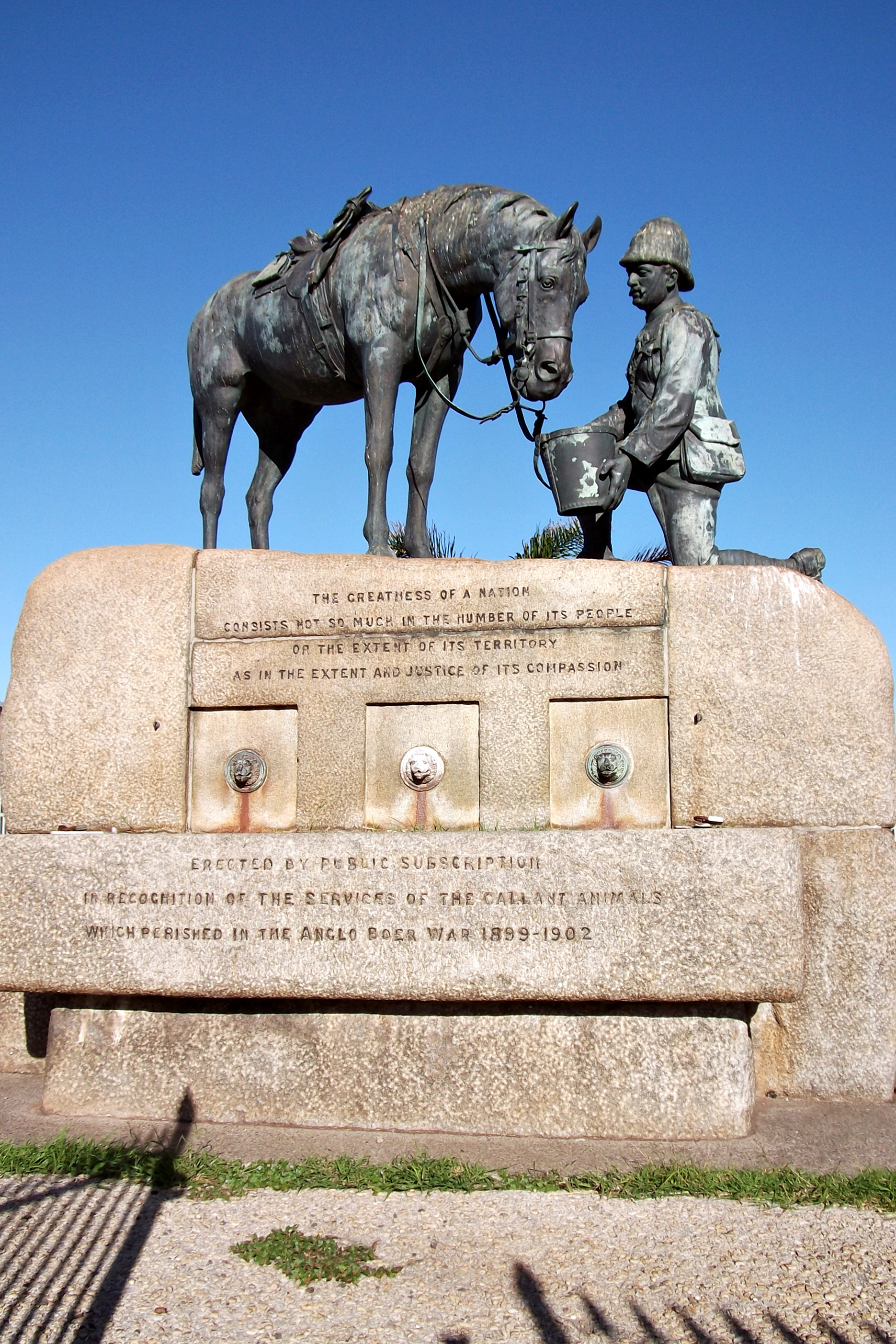
Vue du monument avec l'inscription.

Le cheval mesure 1,68 m de haut, et le soldat est grandeur nature. En plus du mémorial proprement dit, il y a un abreuvoir pour les chevaux et le bétail, et une fontaine pour répondre aux besoins des éventuels voyageurs assoiffés. La conception du monument dans son ensemble se veut être une leçon de bonté envers les besoins des animaux placés sous la responsabilité humaine.
Ce mémorial est décrit dans la Government Gazette comme :

« Ce mémorial, conçu par Joseph Whitehead (en) et réalisé en bronze par Cox and Company, Thames Ditton Works à Surrey, a été révélé le 11 février 1905 par le maire de Port Elizabeth, M. Alexander Fettes. Ce monument rend hommage aux chevaux qui ont souffert et sont morts durant la guerre anglo-boers (1899–1902). [...] il se compose de statues de bronze à taille réelle représentant un cheval sur le point d'étancher sa soif grâce à un seau tenu par un soldat agenouillé, tous deux avec un socle en granit gravé sur lequel ils reposent et dont la base comprend un abreuvoir. »

L'inscription sur la base se lit comme suit :
« THE GREATNESS OF A NATION

CONSISTS NOT SO MUCH IN THE NUMBER OF ITS PEOPLE

OR THE EXTENT OF ITS TERRITORY

AS IN THE EXTENT AND JUSTICE OF ITS COMPASSION

ERECTED BY PUBLIC SUBSCRIPTION

IN RECOGNITION OF THE SERVICES OF THE GALLANT ANIMALS

WHICH PERISHED IN THE ANGLO BOER WAR 1899–1902 »
« LA GRANDEUR D'UNE NATION

N'EST PAS TANT DANS LE NOMBRE DE SON PEUPLE 

OU DANS LA MESURE DE SON TERRITOIRE 

QUE DANS LA MESURE ET LA JUSTICE DE SA COMPASSION 

ÉRIGÉ PAR SOUSCRIPTION PUBLIQUE 

EN RECONNAISSANCE DES SERVICES DES BRAVES ANIMAUX

QUI ONT PÉRI DURANT LA GUERRE ANGLO BOER 1899–1902 »

## Vandalismes

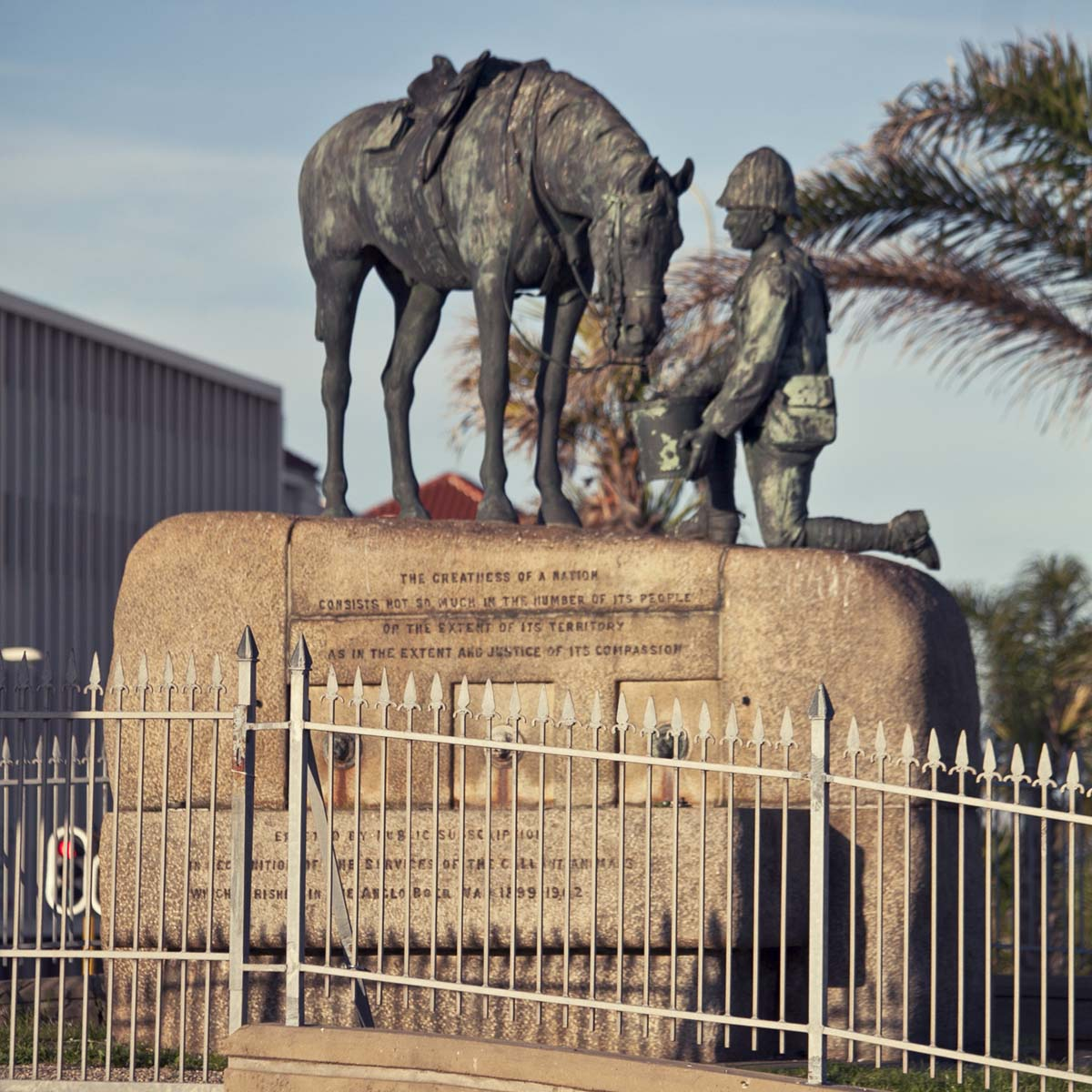
Vue du monument avec la clôture de fer, érigée pour empêcher les vandalismes.

Des vandalismes répétés entraînent l'ajout d'une clôture de fer autour du monument, en 1994. Le 6 avril 2015, le mémorial a été vandalisé par un groupe d'hommes soupçonnés d'être associés aux Combattants pour la liberté économique. Le monument faisait partie d'un certain nombre de statues et de mémoriaux commémoratifs remontant à l'ère coloniale ou à l'époque de l'apartheid, vandalisés après la diffusion de la campagne Rhodes must fall pour déplacer une statue de Cecil John Rhodes de l'Université du Cap en mars 2015. La statue du soldat, qui avait été déboulonnée et jetée au sol, a été restaurée par des étudiants du département des arts de l'Université métropolitaine Nelson Mandela et replacée auprès du cheval de bronze en mai 2016,.